# Leptoclinides umbrosus
Leptoclinides umbrosus är en sjöpungsart som beskrevs av Kott 200. Leptoclinides umbrosus ingår i släktet Leptoclinides och familjen Didemnidae. Inga underarter finns listade i Catalogue of Life.